# Ken Tucker
Ken Tucker (Manhattan) é um escritor e crítico de cinema, música e televisão estadunidense. Em 1990, entrou para a administração do Entertainment Weekly e, durante muito tempo, avaliou filmes no New York Magazine. Finalista do Prêmio Pulitzer em 1974, venceu o National Magazine Award em 1995.